# PIRAZ
PIRAZ (англ. Positive Identification Radar Advisory Zone) – термин, используемый ВМС США для обозначения зоны, в которой корабль, оснащенный радаром воздушного поиска, осуществляет контроль за воздушным пространством. Корабль, выполняющий функции PIRAZ, патрулирует заданный район и отвечает за идентификацию и отслеживание всех воздушных судов, входящих в эту зону. Концепция PIRAZ имеет сходство с радиолокационными пикетами, которые применялись во время Второй мировой войны. Однако для эффективного выполнения задач PIRAZ корабль должен быть оснащен современной радиосвязанной компьютерной системой Naval Tactical Data System (NTDS). Эта система позволяет оперативно идентифицировать и отслеживать воздушные цели, что особенно важно в боевых условиях.

## Предпосылки развёртывания системы PIRAZ

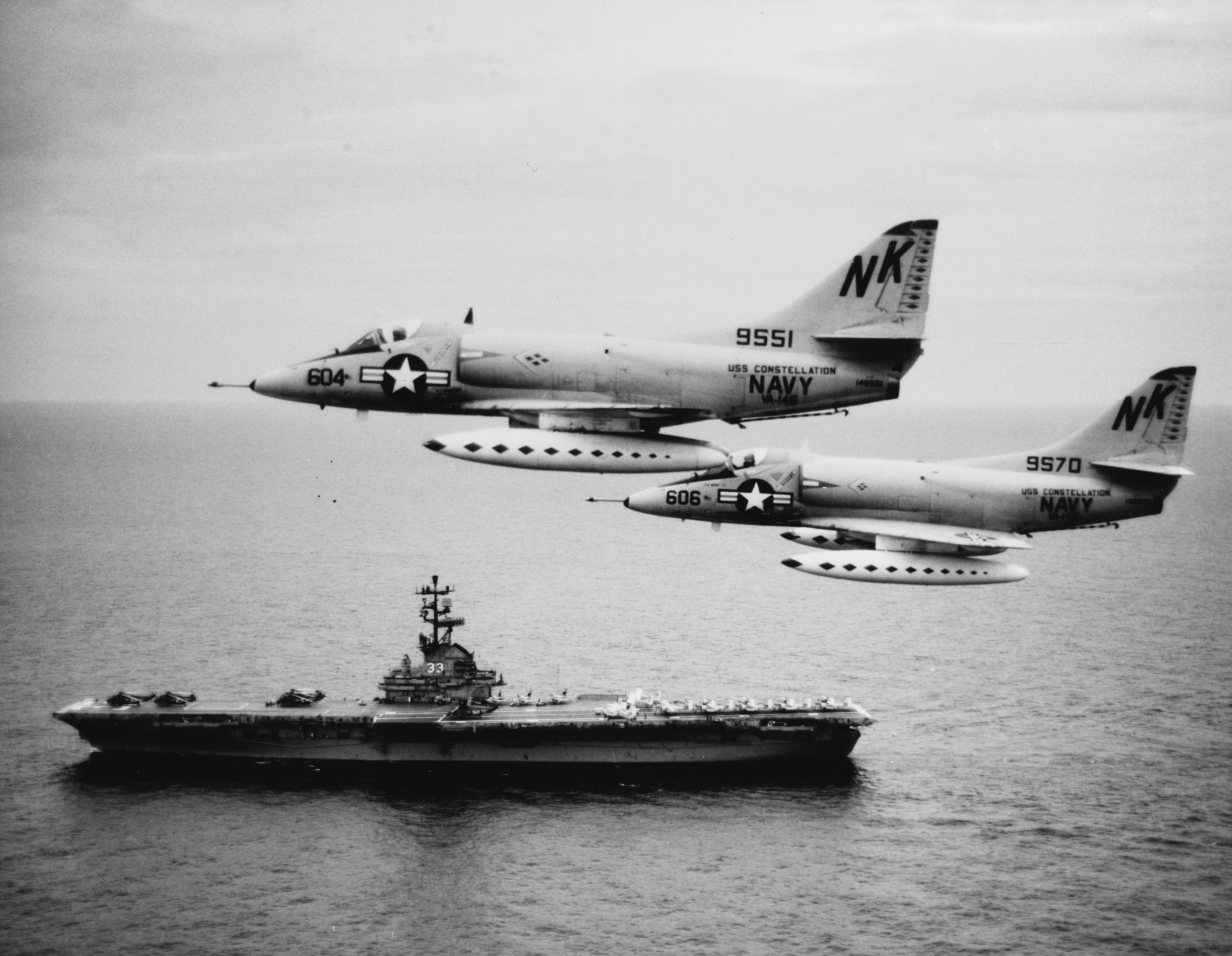
Основаня цель системы PIRAZ - защита авианосцев группы Yankee Station во время войны во Вьетнаме.

Концепция системы PIRAZ возникла летом 1966 года, когда была создана группа Yankee Station для поддержки авианосцев оперативной группы 77 США (англ. United States Task Force 77), наносивших удары по Северному Вьетнаму. Стационарная патрульная станция, расположенная в пределах досягаемости авиации Северного Вьетнама, делала авианосцы уязвимыми для атак. Чтобы устранить эту угрозу, была организована станция PIRAZ в западной части Тонкинского залива. Эта позиция было выбрано неслучайно: зона действия радаров воздушного поиска охватывала территорию Северного Вьетнама и маршруты, по которым следовали самолеты группы Yankee Station. Позывной станции PIRAZ был «Red Crown».  Первыми кораблями, выполнявшими задачи PIRAZ, стали USS Chicago, King, Mahan и Long Beach. В 1967 году к ним присоединились фрегаты класса Belknap, которые начали регулярную ротацию на станции. Одним из ключевых моментов в истории PIRAZ стало участие USS Wainwright в поддержке рейда на Сон Тай 21 ноября 1970 года.

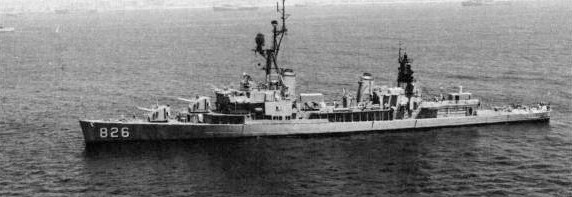
SS Agerholm - типичное судно сопровождения системы PIRAZ в Тонкинском заливе

Для обеспечения безопасности своих станций корабли PIRAZ были оснащены зенитными ракетами большой дальности RIM-2 Terrier и RIM-8 Talos. Например, USS Chicago активно использовал противорадиолокационные ракеты RIM-8H Talos-ARM для уничтожения береговых радиолокационных станций Северного Вьетнама. Каждый корабль PIRAZ сопровождался эсминцем, оснащенным скорострельными орудиями и предназначенным для защиты от атак торпедных катеров противника.  Кроме того, корабли PIRAZ играли ключевую роль в обеспечении радиолокационного наблюдения за дистанционно пилотируемыми аппаратами (БПЛА), которые проводили воздушную фоторазведку территории Северного Вьетнама. Это позволяло не только защищать разведывательные аппараты, но и своевременно обнаруживать угрозы, обеспечивая безопасность операций в регионе.
По мере становления оперативного режима PIRAZ в Тонкинском заливе сложился четкий график работы кораблей. Обычно корабль PIRAZ находился на станции около 30 дней, после чего его сменял другой корабль. В течение этого 30-дневного периода отдыха корабль заходил в порты для пополнения запасов и отдыха экипажа, чаще всего в Гонконг или Японию, а затем направлялся на военно-морскую базу США Субик-Бей (англ. U.S. Naval Base Subic Bay) на Филиппинах. Там проводился мелкий ремонт, а также тренировочные ракетные стрельбы для поддержания боеготовности перед возвращением на станцию PIRAZ. После трех таких циклов дежурства на станции PIRAZ, перемежающихся двумя периодами отдыха, корабль обычно возвращался в свой порт приписки в Соединенных Штатах для более длительного ремонта и восстановления. Этот шестимесячный период в порту приписки позволял не только провести необходимые работы на корабле, но и дать экипажу возможность отдохнуть перед следующим этапом службы. Такой график обеспечивал баланс между боевой готовностью и поддержанием технического состояния кораблей, что было критически важно для эффективного выполнения задач PIRAZ.

## Боевой информационный центр

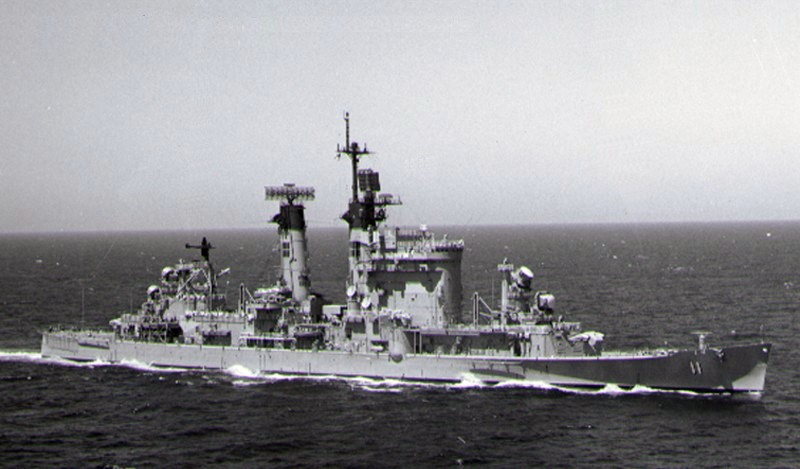
Во время воздушного минирования гавани Хайфон в мае 1972 года, воздушные диспетчеры USS Chicago координировали пилотов истребителей ВМС и ВВС, которе в итоге сбили 12 истребителей МиГ, а 13-й истребитель МиГ был сбит ракетой RIM-8 Talos.

В боевом информационном центре (англ. Combat Information Center, CIC) корабля PIRAZ непрерывно работали от 35 до 40 офицеров и матросов. Их задачи включали мониторинг радарных дисплеев, обновление данных о местоположении и идентификации воздушных целей для компьютеров NTDS, а также поддержание радиосвязи с самолетами и другими кораблями. Часть персонала CIC выполняла функции авиадиспетчеров, обеспечивая либо консультативный контроль, либо ближний контроль за воздушным движением. При ближнем контроле диспетчеры напрямую управляли действиями пилотов, указывая им конкретные высоты, курсы и скорости.  Сотрудники, отвечающие за эту функцию, назывались диспетчерами воздушного перехвата (англ. Air Intercept Controllers, AIC). В свою очередь, консультативный контроль предполагал предоставление пилотам рекомендаций, таких как предупреждения о приближении к границам операционной зоны, информации о близлежащих воздушных судах или данных о расположении зенитно-ракетных комплексов и зенитной артиллерии.
Боевой информационный центр (CIC) на борту USS Chicago включал в себя секретную группу радиотехнической разведки (англ. Sigint), которая использовала передовое электронное оборудование для анализа слабых электромагнитных сигналов, излучаемых самолетами и зенитно-ракетными комплексами Северного Вьетнама. Эта группа могла оперативно передавать полученные данные авиадиспетчерам PIRAZ в режиме реального времени, что значительно повышало эффективность управления воздушным пространством.  Операторы CIC на USS Chicago были способны одновременно отслеживать до 50 северовьетнамских истребителей МиГ. На станции PIRAZ в Тонкинском заливе успешные команды CIC сосредотачивались на трех ключевых задачах: предоставлении информации об угрозах, сборе и анализе тактической информации по мере ее поступления, а также информировании боевых воздушных патрулей (англ. Combat air patrol, CAO) о местоположении и действиях противника. Это позволяло пилотам CAP эффективно реагировать на угрозы, корректировать свои курсы и минимизировать ошибки, связанные с дрейфом пеленга.

## Воздушное патрулирование

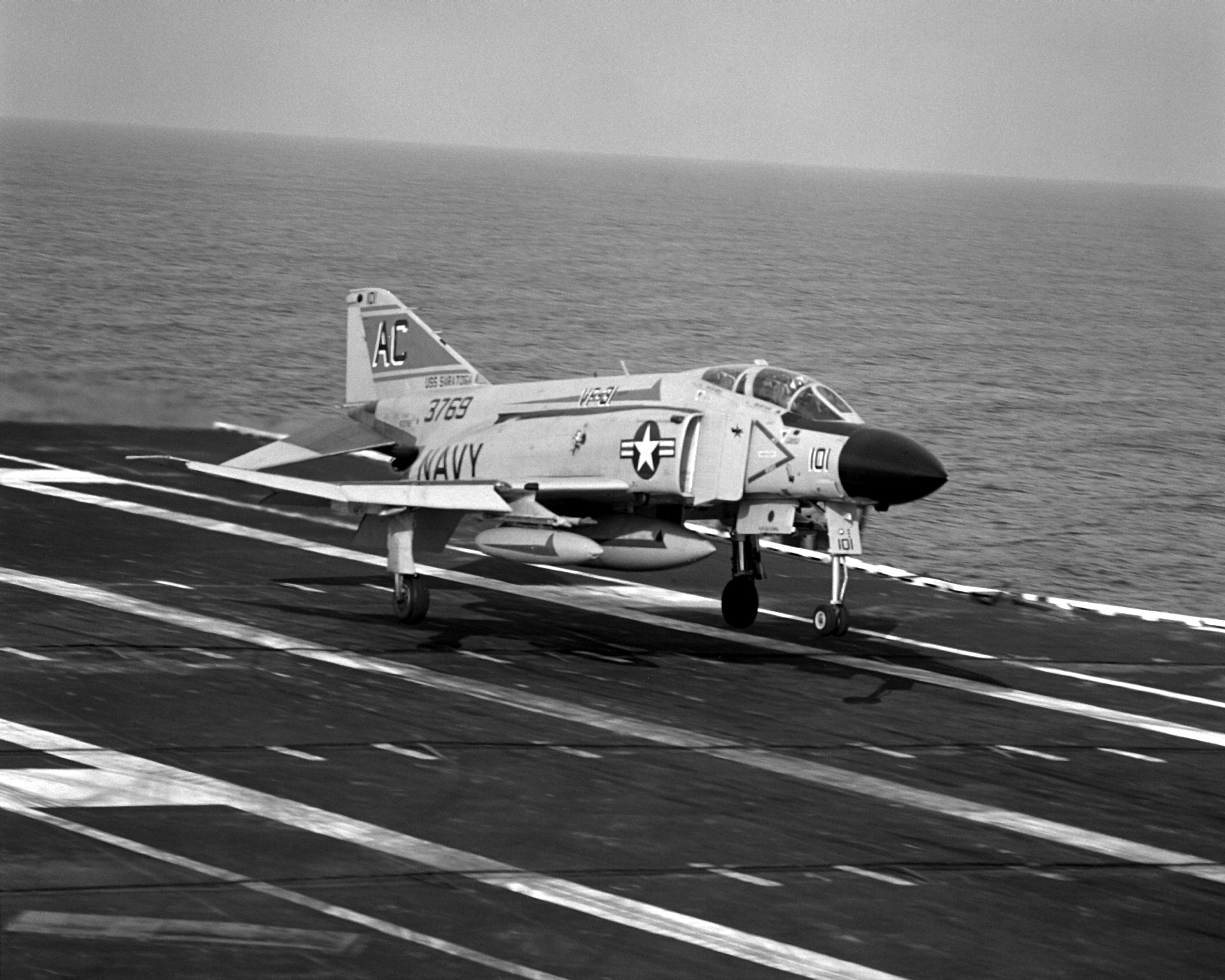
F-4J Phantom - один из основных типов самолетов системы PIRAZ

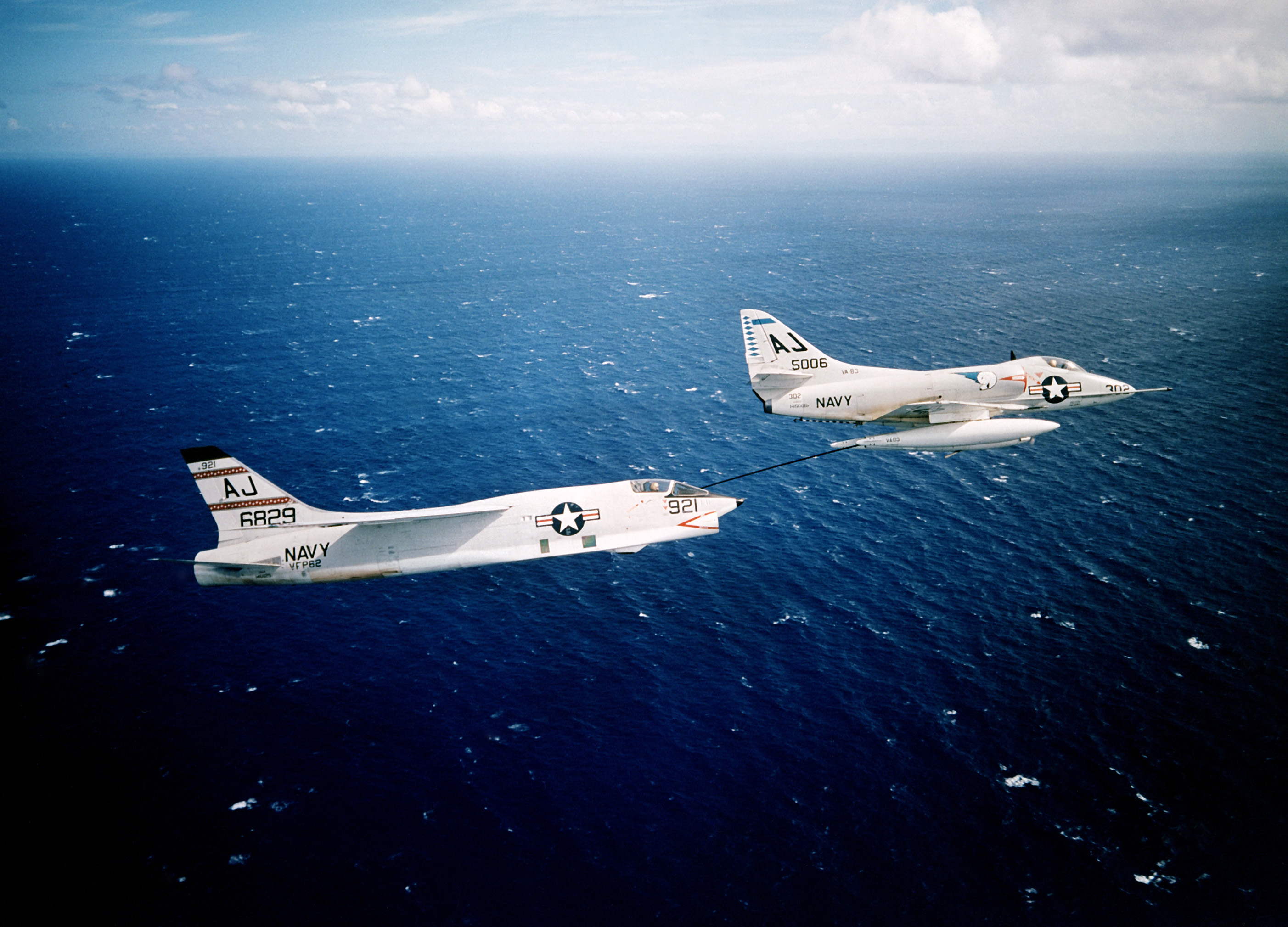
A-4 Skyhawk заправляет топливом самолет RF-8 Crusader

Корабли на станции PIRAZ располагали свои радары воздушного поиска как можно ближе к вражеским аэродромам, занимая оптимальные позиции для предоставления точной радиолокационной информации истребителям ВМС, ВВС и морской пехоты.  Боевые воздушные патрули (англ. Combat Air Patrols, CAP), как правило, находились под консультативным контролем, но переходили под позитивный контроль, когда направлялись к вражеским самолетам, обнаруженным кораблем PIRAZ. Авиадиспетчеры PIRAZ также обеспечивали контроль над самолетами, нуждающимися в дозаправке в воздухе, что было критически важно для поддержания их боеспособности. Заградительные воздушные патрули в Тонкинском заливе регулярно заправлялись в полете, в то время как патрули, участвовавшие в боевых вылетах, часто возвращались с минимальным запасом топлива, требуя экстренной дозаправки.  Например, три авиадиспетчера (AIC) с USS Chicago за один день оказали помощь в 52 случаях экстренной дозаправки самолетов ВВС.  Предпочтительной процедурой было развертывание самолета-заправщика перед истребителем с низким уровнем топлива, чтобы минимизировать расход топлива на поиск и маневрирование, позволяя истребителю продолжать удаляться от вражеской территории. В особых случаях, когда поврежденный самолет с протекающими топливными баками нуждался в спасении, могла применяться непрерывная дозаправка от момента встречи до посадки, что нередко становилось решающим фактором для спасения экипажа и машины.
Главный специалист по операциям (англ. Chief Operations Specialist) Ларри Ноуэлл (Larry Nowell) стал легендой среди авиадиспетчеров PIRAZ времен Вьетнамской войны. На борту кораблей USS Mahan и USS Chicago он контролировал более 1 500 перехватов, демонстрируя исключительное мастерство и профессионализм.  Ларри  Ноуэлл обеспечивал критически важную информацию для управления воздушным контролем в более чем 100 боевых столкновениях с самолетами противника, причем на его счету оказалось 25% всех перехватов, которые привели к уничтожению истребителей Северного Вьетнама в 1972 году. Его выдающиеся достижения были отмечены в августе 1972 года, когда Ларри Ноуэлл стал вторым в истории ВМС рядовым, удостоенным медали «За выдающиеся заслуги».

## Поисково-спасательные операции
Каждое соединение ударных самолетов ВМС или ВВС получало от корабля PIRAZ назначенного авиадиспетчера, выполнявшего роль «контролёра». Этот специалист отслеживал ход выполнения миссии и предоставлял экипажам критически важную информацию для успешного выполнения задания.  Контролёры работали одновременно с 24 самолетами на одной частоте, что требовало высокой концентрации и профессионализма.  Корабли PIRAZ обладали самой актуальной информацией о местоположении сбитых самолетов и часто оказывались ближайшими надводными силами к месту крушения. Для проведения поисково-спасательных операций (англ. Search and Rescue, SAR) все корабли PIRAZ были оснащены посадочными платформами, способными принимать бронированные вертолеты SH-3 Sea King «Big Mother» или SH-2 Seasprite «Clementine».  Фрегаты класса Belknap имели преимущество в эксплуатации вертолетов благодаря более удачному расположению вооружения. В отличие от них, на фрегатах класса Leahy и Coontz веерообразные посадочные платформы могли быть повреждены при пуске ракет из кормовой установки, что ограничивало их возможности. Авиадиспетчеры PIRAZ также координировали действия поисково-спасательных самолетов,  а сами корабли могли обеспечивать дозаправку вертолетов ВМС и ВВС прямо на палубе, что значительно повышало оперативность и эффективность спасательных операций.

## References
- Bowman, John S. The Vietnam War Almanac. — World Almanac Publications, 1985. — ISBN 0-911818-85-5.
- Cagle, Malcolm W., VADM USN. Task Force 77 in Action Off Vietnam. — United States Naval Institute Proceedings, May 1972.
- Ethell, Jeffrey. One day in a long war: May 10, 1972, air war, North Vietnam / Ethell, Jeffrey, Price, Alfred. — Random House, 1989. — ISBN 0-394-57622-5.
- Futrell, Robert Frank, Eastman, James N., Hanak, Walter K., and Paszek, Laurence J.V. Aces and aerial victories, the United States Air Force in Southeast Asia 1965–1973. — U.S. Government Printing Office, 1978.
- Gargus, John, The Son Tay Raid: American POWs in Vietnam Were Not Forgotten, Texas A&M University Press, 2007
- Glickman, Thomas W., CDR USN. Comment and Discussion. — United States Naval Institute Proceedings, September 1972.
- Lockee, Garette E., CAPT USN. PIRAZ. — United States Naval Institute Proceedings, April 1969.
- Mersky, Peter B. The Naval Air War in Vietnam / Mersky, Peter B., Polmar, Norman. — The Nautical and Aviation Publishing Company of America, 1981. — ISBN 0-933852-13-4.
- Nowell, Larry H., OSC USN. Training Air Intercept Controllers for Battle. — United States Naval Institute Proceedings, April 1986.
- Odell, Charles, LTJG USN and Purves, William ENS, USNR. USS Chicago (CG-11) The Fourth Cruise. — Walsworth Publishing Company, 1971.
- Parker, Daniel M., CDR USN. The Empty Cockpit. — United States Naval Institute Proceedings, August 1984.
- Sherwood, John Darrell. Nixon's Trident: Naval Power in Southeast Asia, 1968–1972. — U.S. Government Printing Office, 2009. — ISBN 978-0-945274-58-2.
- Smith, John T. The Linebacker Raids. — Arms & Armour Press, 1998. — ISBN 1-85409-450-5.

## Внешние ссылки
- Lockee, Captain G. E. PIRAZ – An Unclassified Summary Of PIRAZ (1968) (1968). Дата обращения: 16 августа 2008. Архивировано из оригинала 22 июля 2011 года.